# Сухе (заказник)
Сухе — гідрологічний заказник місцевого значення. Розташований у межах Зіньківської міської громади Полтавського району Полтавської області, біля села Власівка.
Площа природоохоронної території — 8,9 га. Статус надано Рішенням Полтавської обласної ради від 27.10.1994 року, перебуває у користуванні Власівської сільської ради.
Охороняється ділянка водно-болотних угідь на заплаві р. Ташань з типовим рослинним покривом та тваринним світом. Місце мешкання та розмноження навколоводної фауни. У заказнику виявлено 13 рідкісних видів тварин. Виконує роль стабілізатора мікроклімату, регулятора грунтових вод та водного режиму річки. 